# Carolina (Porto Rico)
Carolina è una città di Porto Rico situata nella parte nord-orientale dell'isola. L'area comunale confina a ovest con San Juan e Trujillo Alto, a sud con  Gurabo e Juncos e a est con Canóvanas e Loíza. È bagnata a nord dalle acque dell'oceano Atlantico. Il comune, che fu fondato nel 1857, oggi conta una popolazione di oltre 186.000 abitanti ed è suddiviso in 13 circoscrizioni (barrios).

## Geografia fisica
L'area comunale confina a ovest con San Juan e Trujillo Alto, a sud con  Gurabo e Juncos e a est con Canóvanas e Loíza. È bagnata a nord dalle acque dell'oceano Atlantico.

## Popolazione
Assieme ai comuni di Bayamón, Guaynabo, Cataño, Canóvanas, Caguas, Toa Alta, Toa Baja, San Juan e Trujillo Alto, forma la grande area metropolitana di Porto Rico che raggiunge i 2.000.000 di persone, circa la metà dell'intera popolazione dell'isola.

## Infrastrutture e trasporti
L'aeroporto internazionale Luis Muñoz Marín è situato nel quartiere di Isla Verde, direttamente collegato alla capitale San Juan tramite il ponte Teodoro Moscoso.